# کلود اولین
کلود اَوِلین (به فرانسوی: Claude Aveline) نویسنده و شاعر قرن بیستم میلادی اهل فرانسه و از اعضای مقاومت فرانسه بود.